# Дифференциальные игры
Дифференциальные игры — раздел математической теории управления, в котором изучается управление объектом в конфликтных ситуациях (см. теория игр). В дифференциальных играх возможности игроков описываются дифференциальными уравнениями или дифференциальными включениями, содержащими управляющие векторы, которыми распоряжаются игроки. Для выбора своего управления каждый игрок может использовать лишь текущую информацию о поведении игроков. Различают дифференциальные игры двух игроков и многих игроков.
Наиболее исследованными являются дифференциальные игры преследования, в которых количество игроков равно 2, одного называют догоняющим, другого убегающим. Цель догоняющего — приведение вектора {\displaystyle z(t)} на заданное множество {\displaystyle M} за возможно короткое время; цель убегающего — по возможности оттянуть момент прихода вектора {\displaystyle z(t)} на {\displaystyle M}. Основополагающие результаты в дифференциальных играх получены в 1960-е годы в СССР Л. С. Понтрягиным, Н. Н. Красовским, Е. Ф. Мищенко, Б. Н. Пшеничным и др., в США — Р. Айзексом, Л. Берковицем, У. Флемингом и др.
Первым, кто исследовал дифференциальные игры, стал Руфус Айзекс (работа 1951 года, впервые опубликована в 1965 году). А одна из первых проанализированных им игр стала игра «Задача о водителе-убийце». Надо отметить, что сам Айзекс вместо «водителя» и «пешехода» подразумевал торпеду и увёртывающийся от неё небольшой катер.